# Schlacht von Bukoba
1914

Maziúa – Njassasee – Karonga – Sansibar – Rufijidelta – Kilimandscharo – Tanga
1915

Jassini – Bukoba – Tanganjikasee  – Saisi
1916

Oldoboro (Salaita) – Reata-Latema – Tabora Offensive (Tabora) – Kahe – Kondoa Irangi – Matamondo – Kilosa – Mlali – Dutumi – Kisaki – Kibata
1917

Behobeho – Nambanje – Kiawe Brücke – Rumbo – Mahiwa – Mahenge – Ngomano
1918

Namacurra – Lioma – Pere Hills
Die Schlacht bei Bukoba war eine militärische Auseinandersetzung zwischen Truppen des British Empire und dem Deutschen Reich während des Ersten Weltkrieges. Sie fand zwischen dem 22. und 23. September 1915 bei Bukoba in Deutsch-Ostafrika (heute Tansania) statt.
Die amphibische Operation war der erste alliierte Sieg auf dem ostafrikanischen Kriegsschauplatz nach der verlustreichen Niederlage bei Tanga zehn Monate zuvor.

## Hintergrund
Seit dem 4. August 1914 befand sich das Vereinigte Königreich und das Kaiserreich Deutschland im Krieg, der sich umgehend auf die jeweiligen Kolonien ausgeweitet hatte. Die zahlenmäßig überlegenen Commonwealth-Streitkräfte hatten Ende 1914 erste Versuche unternommen, Deutsch-Ostafrika in einer Zangenbewegung von Norden aus Britisch-Ostafrika (heute Kenia) kommend, die deutsche Schutztruppe zurückzudrängen.
In den Schlachten am Kilimandscharo, von Tanga (beide November 1914) und Jassini (Januar 1915) hatten die Alliierten allerdings Niederlagen mit schweren Verluste erlitten und sich vorerst zurückgezogen.
Das britische War Office sah sich nach diesen Rückschlägen der Situation ausgesetzt, dass die Deutschen nun ihrerseits in die Offensive vorgehen und nach Britisch-Ostafrika einfallen könnten. Zuvor hatte es bereits deutsche Streifzüge mit Anschlägen auf die Uganda-Bahn gegeben. Die britische Strategie sah vor, genügend Kräfte aufzubauen, Verstärkungen aus Südafrika abzuwarten und erst bei überwältigender Überlegenheit von Britisch-Ostafrika und Belgisch-Kongo eine Offensive in den Norden der deutschen Kolonie zu beginnen. Die frischen Truppen mussten sich erst an das tropische Klima gewöhnen und für den Aufbau der geplanten Truppenstärke war das komplette Jahr 1915 vorgesehen.

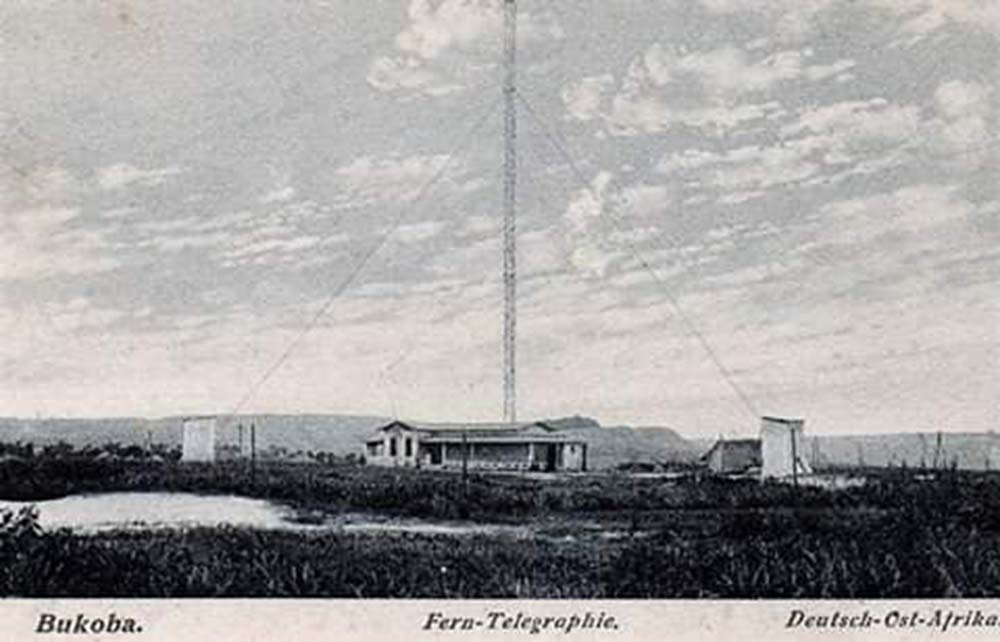
Die Funkstation von Bukoba

Brigadier-General Michael Tighe, der im April 1915 das Kommando über die britischen Truppen in Britisch-Ostafrika von General Major Richard Wapshare übernommen hatte, wollte in dieser Phase jedoch nicht untätig sein. Riskante offensive Aktionen waren vom War Office ausdrücklich verboten, doch der rastlose Tighe wollte die Zeit nutzen, um ein kleines Ziel anzugreifen, bei dem nicht zu viel Widerstand zu erwarten wäre. Er stellte Bukoba, die deutsche Funkstation (eine von dreien in Deutsch-Ostafrika mit einem Löschfunkensender ausgestattet) und Muansa, als Ziel vor. Bukoba, am westlichen Rand des Viktoriasees gelegen, besetzt mit nur einer Kompanie der Schutztruppe und mit keiner Anbindung an das Schienennetz, um kurzfristig eventuelle Verstärkungen zu erhalten, stellte ein aussichtsreiches Ziel dar und das War Office gab grünes Licht für die Operation.
Tighe konnte für die geplante amphibische Operation auf eine kleine Flotte von zivilen Dampfschiffen zurückgreifen, die in den Dienst der Royal Navy für die Dauer des Krieges übernommen wurden und mit Geschütze des zuvor versenkten britischen Kreuzers Pegasus ausgerüstet wurden. Seine Truppen und Schiffe versammelten sich in der am See gelegenen Stadt Kisumu, dem westlichen Ende der Uganda-Bahn. Tighe übertrug Brigadier-General Stewart das Kommando über die Operation und um 13:00 Uhr am 20. Juni 1915 verließ Stewart mit seiner kleinen Flotte und 1500 Mann Kisumu, um sich auf die 400 km lange Reise nach Bukoba zu begeben.

## Aufstellung

### Schutztruppe
Bukoba war der Garnisonsstandort der 7. Feldkompanie der Schutztruppe unter dem Befehl von Major Willibald von Stuemer. Seine Einheit setzte sich wie folgt zusammen.
- zirka 230 Mann der 7. Feldkompanie
- 2× 7,7-cm-Feldkanone 96
- 2× Maschinengewehre

Die 7. Feldkompanie hatte neben ihrem Garnisonsstandort noch zwei Außenposten in Usuwi (150 km südlich von Bukoba) und Kifumbiro (50 km westlich von Bukoba), besetzt mit jeweils ein paar Soldaten.

### British Empire
Für den Angriff auf Bukoba standen den Briten folgende Truppen zur Verfügung.

Gesamtstärke von 1500 Mann, bestehend aus:
- 300 Mann 2n Battalion Loyal North Lancashire
- 400 Mann 25th Battalion Royal Fusiliers
- 450 Mann 3rd King’s African Rifles (KAR)
- 200 Mann 29th Punjabis
- 2× Ordnance BL 10-Pfünder Gebirgsgeschütze der 28th Mountain Battery
- 8× Maschinengewehre des East African Regiment
- weitere Unterstützungstruppen

Für den Transport der Truppen standen folgende bewaffnete Schiffe zur Verfügung:
- Dampfschiff HMS Nyanza
- Dampfschiff HMS Usoga
- Dampfschiff HMS Rusinga
- Dampfschiff HMS Winifred
- Dampfschiff HMS Kavironda
- Dampfschiff HMS Percy Anderson

## Die Schlacht
Major von Stuemer verließ Bokuba vor dem 22. Juni mit 80 Askaris seiner Truppe, um einem Angriff auf Kagera, 40 km westlich von Bukoba, zuvorzukommen. Zurück blieb Leutnant Eberhard Gudowius mit zirka 150 Mann.

### 22. Juni

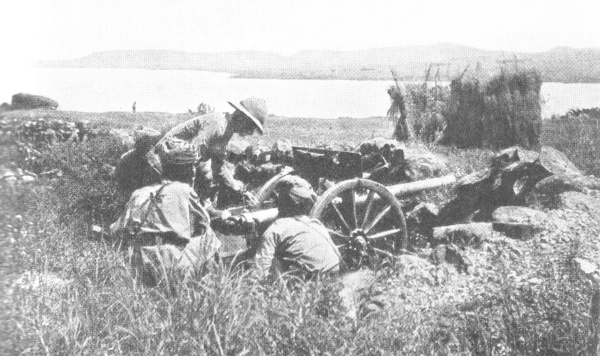
Eines der beiden Ordnance BL 10-Pfünder Gebirgsgeschütze der 28. Gebirgsbatterie beim Beschuss von Bukoba

In den frühen Morgenstunden des 22. Juni näherte sich die britische Flotte Bukoba. Ein deutscher Beobachtungsposten auf der Insel Burissa, 6 km nördlich von Bukoba, sichtete die gegnerischen Schiffe und schlug Alarm, in dem er Leuchtraketen verschoss. Die Deutschen, die einen Angriff direkt auf Bukoba vermuteten, besetzten ihre Stellungen in und um die Stadt. Nyanza und Winifred fuhren direkt vor Bukoba auf und eröffneten das Feuer auf die Stadt. Etwa 1000 Granaten wurden während der Landung abgefeuert. Die Deutschen erwiderten das Feuer mit einem ihrer 7,7-cm-Geschütze.
Währenddessen landeten ab 05:45 Uhr die ersten britischen Truppen (25th Royal Fusiliers und Maschinengewehrschützen des East African Regiment) zirka 5 km nördlich von Bukoba in einer Bucht, umgeben durch einen Halbkreis von Hügeln. Die Landung erfolgte ohne Gegenwehr und gegen 06:15 Uhr hatten die Briten eine defensive Stellung auf den Hügeln rund um die Landungsstellung eingenommen, um diese zu sichern.
Obwohl Leutnant Gudowius lediglich 150 Mann zur Verfügung standen und die Stadt unter Beschuss stand, beorderte er umgehend eine Abteilung auf die Hügel westlich der Landungsstelle. Die Deutschen, unter anderem arabische Freiwillige, konnten den britischen Vormarsch vorerst erfolgreich abwehren. Im Laufe des Tages konnten die restlichen britischen Truppen angelandet werden und die 500 Mann der Loyal North Lancashire und Punjabis rückten gegen die dünne deutsche linke Flanke vor. Zwei Ordnance BL 10-Pfünder Gebirgsgeschütze der 28th Mountain Battery wurden in Stellung gebracht und bestrichen den Gegner. Der Druck auf die Deutschen wurde immer stärker und gegen Abend mussten sie sich nach Bukoba zurückziehen. Die King’s African Rifles waren ebenfalls gelandet und stießen von der Landungsstelle direkt südlich auf Bukoba vor. Vom Stadtrand aus kämpfend setzten die Deutschen ihre Geschütze nun gegen die Landungstruppe ein. Inzwischen war Major von Stuemer mit seiner Truppe zurückgekehrt und schloss sich den Verteidigern an. Die Briten hatten inzwischen die Hügel nördlich von Bukoba fest in ihrer Hand und konnten damit die Stadt überblicken. Beide Seiten bereiteten sich für den Angriff am folgenden Tag vor.

### 23. Juni

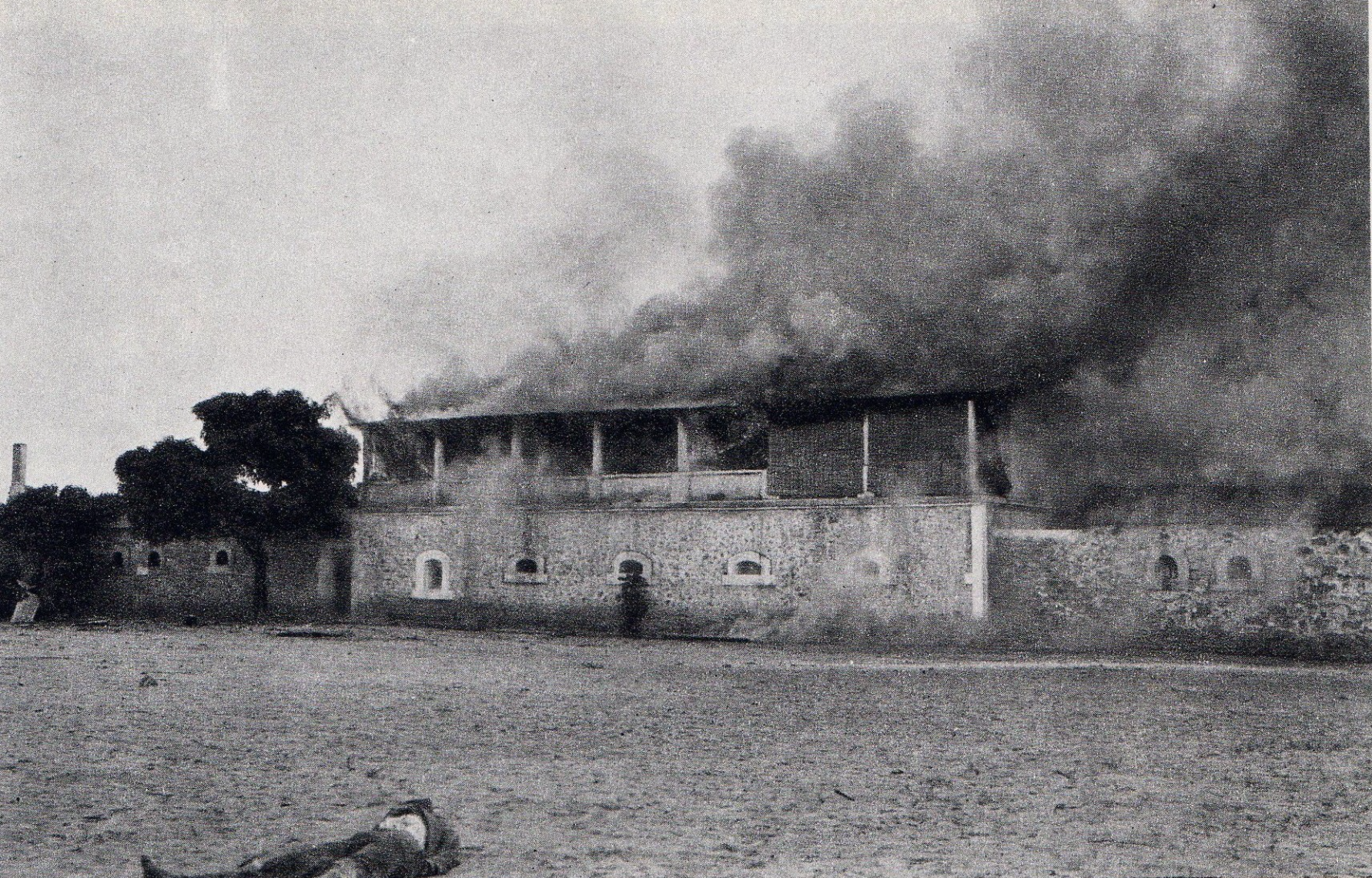
Die Boma in Flammen

Am Morgen des 23. um 06:15 Uhr erkundete ein britischer Stoßtrupp die deutschen Stellungen und kam am Stadtrand Bukobas unter Feuer. Daraufhin setzten die Briten auf ganzer Front ihren Vorstoß fort. Unterstützt von weiteren Schiffen setzte das britische Bombardement die deutschen Verteidiger unter Druck. Ihre Geschütze mussten mehrfach verlegt werden, um nicht zerstört zu werden. Als die Deutschen im Zentrum zu einem Gegenangriff übergingen setzte ein heftiger Regenschauer ein, der allen Beteiligten die Sicht nahm und die Kampfhandlungen nahmen kurzfristig ab. Nach etwa einer Stunde hatte der Regen sich gelegt und die Briten gingen auf ganzer Front vor. Von Stuemer war sich der Gefahr der Einkesselung bewusst, da der rechte Flügel der Briten sich mehrere Kilometer ins Landesinnere erstreckte und somit drohte, die Deutschen zu überflügeln. Gegen 12:00 Uhr leiteten die Deutschen den Rückzug ein und zogen sich geordnet auf die Hügel westlich von Bukoba zurück. Kurze Zeit später betraten Soldaten der KAR und der Royal Fusiliers als erstes Bukoba.
Nachdem die Briten sich sicher waren, dass keine Gegner in der Stadt waren begannen sie mit der Zerstörung der Boma (koloniales Verwaltungsgebäude), der Funkstation und einiger weiterer Gebäude. Eines der deutschen Geschütze wurde unbeschädigt aufgefunden und sollte als Kriegstrophäe mitgenommen werden. Beim Verladen auf eine Fähre ging das Geschütz verloren und stürzte in den See.
Neben der Zerstörung von amtlichen bzw. militärisch relevanten Gebäuden begannen systematische Plünderungen von zivilen Häusern durch britische Soldaten. Etliche Häuser gingen in Flammen auf und im Zuge des Chaos kam es zu Vergewaltigungen. Auch einheimische Zivilisten beteiligten sich an den Plünderungen.
Gegen späten Abend zogen sich die Briten auf ihre Schiffe zurück und fuhren zurück nach Kisumu.

## Folgen
Die Briten hatten nach ihren Rückschlägen Ende 1914/Anfang 1915 einen militärischen Erfolg zu melden, wovon die Medien in London begeistert berichteten (nicht jedoch von der Plünderung durch ihre Soldaten). Sie hatten nur 10 Tote und 23 Verwundete zu beklagen während die Deutschen 16 Tote und 29 Verwundete verzeichneten. Darüber hinaus erbeuteten die Briten 67 Gewehre, 32.000 Schuss Munition, ein 7,7-cm-Geschütz und zwei Maschinengewehre.
Am 24. Juni kehrte von Stuemer mit seinen Männern zurück und fand das vollständig zerstörte Bokuba vor. Ein einheimischer Chief namens Ntale wurde für die Zerstörung und Plünderung verantwortlich gemacht und öffentlich vor dem Postamt gehängt.
Erst im Januar 1916 mussten die Deutschen Bukoba vollständig aufgeben, als sie sich vor den vordringenden belgischen Einheiten zurückziehen mussten.